# Gunung Dukono
Gunung Dukono är ett berg i Indonesien. Det ligger i den nordöstra delen av landet, 2 500 km öster om huvudstaden Jakarta. Toppen på Gunung Dukono är 1 335 meter över havet.
Terrängen runt Gunung Dukono är huvudsakligen lite bergig. Gunung Dukono är den högsta punkten i trakten. Runt Gunung Dukono är det ganska glesbefolkat, med 25 invånare per kvadratkilometer. Närmaste större samhälle är Tobelo, 16,2 km öster om Gunung Dukono. I omgivningarna runt Gunung Dukono växer i huvudsak städsegrön lövskog.